# Liste d'élections en 1995
Chronologie des élections
- 1991
- 1992
- 1993
- 1994
- 1995
- 1996
- 1997
- 1998
- 1999

Cette liste recense les élections organisées durant l'année 1995. Elle inclut les élections législatives et présidentielles nationales dans les États souverains, ainsi que les référendums.

## Par continent

### Afrique
- 16 novembre : élection de Liamine Zéroual à la présidence algérienne dès le premier tour (61 %).
- 23 novembre : en Tanzanie, l’ancien parti unique CCM remporte les élections législatives et présidentielle. Benjamin Mkapa devient président de la République (fin en 2005).

### Amérique
- 9 avril : réélection d'Alberto Fujimori à la présidence au Pérou.
- 12 mai - 3 juin : élections générales péruviennes.
- 30 octobre : victoire serrée du « non » au référendum sur la souveraineté du Québec, (50,6 %).

### Asie
- 14 mars, Inde : montée du nationalisme hindou. La Shiv Shena, alliée au BJP, remporte les élections au Maharashtra aux dépens du Congrès. Le no 2 de la Shiv Shena devient Premier ministre de l’État. La Shiv Shena annonce immédiatement son intention d’expulser les immigrants illégaux du Pakistan et du Bangladesh.
  - L’arrivée au pouvoir de la Shiv Shena au Maharashtra déclenche un mouvement de frayeur dans les milieux d’affaires de Bombay, milieu dominé par des Gujrati et des Parsis (non-Marathes). La bourse de Bombay (12 millions d’habitants) chute, les milieux d’affaires craignant que la Shiv Shena ne cherche à décourager les investissements étrangers. Le no 1 de la Shiv Shena, Bal Thackeray, déclare que le projet de centrale thermique de 920 millions de dollars de la firme américaine Enron serait revu. Il invoque des motifs écologiques, affirmant par ailleurs que les investissements étrangers sont les bienvenus.
- 22 avril, Malaisie : Le Front national conserve une très large majorité des sièges. Mahathir Mohamad demeure Premier ministre.
- 24 mai, Thaïlande : aux élections qui suivent la dissolution, une alliance de six partis, le Parti Chat Thaï (Front de développement thaï), remporte la majorité des sièges. Banhan Sinlapa-acha devient Premier ministre. Ce scrutin voit la montée en puissance des hommes d’affaires sur la scène politique, ceux-ci représentant 36 % des candidats. Depuis 1995, les militaires ne constituent pas plus des deux tiers de la Chambre des représentants.
- Juin, Corée du Sud[2] : fort de la campagne de « globalisation » présentée comme une mobilisation nationale face à la concurrence internationale, Kim Young-sam évince le chef de file des conservateurs, ce qui n’empêche pas la défaite de son parti (le Parti démocratique libéral) aux élections locales de 1995.
- 29 novembre et 6 décembre : succès du PND aux élections législatives en Égypte[3].
- 9 et 23 décembre : élections législatives et création d'un Parlement à deux chambres au Kazakhstan[4].

### Europe
- 23 avril et 7 mai : élection présidentielle française, Jacques Chirac est élu au second tour face à Lionel Jospin.